# Tomb Raider (datorspel 2013)
Tomb Raider är ett actionäventyrsspel utvecklat av Crystal Dynamics och utgivet av Square Enix. Tomb Raider är den tionde delen i Tomb Raider-serien, och en reboot som lägger tonvikten på spelarfiguren Lara Crofts ursprung. Tomb Raider släpptes den 5 mars 2013 till Microsoft Windows, Playstation 3 och Xbox 360, den 23 januari 2014 till OS X och den 27 april 2016 till Linux.
Crystal Dynamics påbörjade utvecklingen av Tomb Raider snart efter utgivningen av Tomb Raider: Underworld år 2008. Istället för en uppföljare beslutade arbetslaget att starta om serien från början, och etablera Lara Crofts ursprung en andra gång efter Tomb Raider: Legend. Spelet utspelar sig på Yamatai, en ö där Lara, som är oprövad och ännu inte den stridshärdade utforskaren som hon är i de tidigare spelen i serien, måste rädda sina vänner och fly samtidigt som de jagas av en fientlig kult. Spelets element fokuserar mer på överlevnad, även om utforskning används när spelaren utforskar ön och olika gravplatser. Det är också det första spelet i serien som har ett flerspelarläge och det första spelet utgivet av Square Enix, efter företagets förvärv av Eidos Interactive 2009. Camilla Luddington gör rösten till Lara Croft och ersätter därmed Keeley Hawes.
Efter en fördröjd lansering från slutet av 2012 till mars 2013 fick Tomb Raider mycket publicitet. Spelet fick positiva recensioner, där recensenterna hyllade spelets grafik, spelupplägg, Luddingtons prestation som Lara samt karakterisering och utveckling. Spelet fick dock kritik för dess flerspelarläge och frånkopplingen mellan berättelsen och spelarens handlingar under spelets gång. Tomb Raider sålde runt 1 miljon exemplar inom fyrtioåtta timmar efter dess lansering, och hade sålt mer än 8,5 miljoner exemplar i april 2015, vilket gör det till det bästsäljande Tomb Raider-spelet genom tiderna. En uppdaterad version, Tomb Raider: Definitive Edition, släpptes i Nordamerika den 28 januari 2014 och i Europa den 31 januari 2014 till Playstation 4 och Xbox One, och som innehåller samtliga nedladdningsbara innehållspaket. Uppföljaren Rise of the Tomb Raider släpptes i november 2015.

## Spelupplägg
Tomb Raider spelas ur ett tredjepersonsperspektiv. Spelaren tar kontroll över spelseriens huvudperson Lara Croft. Spelet använder en sammanlänkad hub-and-scope modell som kombinerar actionäventyrs-, utforsknings- och överlevnadsmekaniker. Spelaren kan resa mellan lägereldar och över hela ön med hjälp av stigar, improviserade eller redan tillgängliga linbanor och klätterbara spår. Många av spelarens manövrar förs över från de tidigare spelen skapade av Crystal Dynamics, med några finjusteringar, såsom att införliva smygelement. Quick Time Events är utspridda med jämna mellanrum, som ofta förekommer i avgörande eller snabbrörliga delar av spelets handling, såsom att dra ut en metallbit och fly från en kollapsande grotta.
Spelets strider lånar flera element från Naughty Dogs spelserie Uncharted, där spelaren har förmågan att fritt kunna sikta med Laras pilbåge och de vapen som hon hittar i spelet, delta i närstrider och döda fiender i smyg. Spelare kan också använda Survival Instinct (överlevnadsinstinkt), en förmåga där fiender, samlarobjekt och objekt som krävs för att lösa pussel kommer att markeras. Spelet innehåller också RPG-element: medan spelaren fortskrider i spelet tjänar denne erfarenhetspoäng genom att utföra vissa handlingar och slutföra utmaningar i samband med att jaga, utforska och strida: detta gör att spelarnas färdigheter och förmågor kan uppgraderas, såsom att ge Lara mer lagringskapacitet för pilar och ammunition. Spelaren kan även uppgradera och anpassa vapen med vapendelar som samlats upp på ön. Det finns också en karaktärsutvecklingsmekanik i spelet: när spelaren fortskrider samlar denne på sig bättre föremål, vapen och utrustningar, även om utseendet på de flesta av dessa objekt är nära kopplat till händelserna i berättelsen. Förutom den huvudsakliga berättelsen kan spelaren slutföra flera sidouppdrag, utforska ön, återbesöka platser och leta efter utmanande gravplatser.

### Fleraspelarläge
Vid sidan av enspelarläget finns ett flerspelarläge, där spelare kan tävla med varandra på flera kartor. I varje flerspelarmatch finns det två fiendelag: fyra överlevare och fyra asätare, och det finns tre typer av flerspelarlägen att tävla i, som spelas på fem olika kartor: Team Deathmatch, Private Rescue och Cry for Help. Det första läget är ett PvP-scenario, där lagen ställs mot varandra och det vinnande laget är den som dödar motståndarlaget i tre separata matcher. I det andra läget, Private Rescue, måste det "överlevande" laget ta medicinska förnödenheter till en viss punkt på kartan, medan "asätarna" måste döda ett visst antal överlevare, båda inom en tidsgräns på tio minuter. I det tredje läget, Cry for Help, måste de "överlevande" utforska kartorna och hämta batterier till radiofyrar som de måste försvara, samtidigt som de jagas av "asätare". Samtliga tre lägen innehåller vapen och förstörbara miljöer, överförda från enspelarläget.

## Synopsis

### Miljö och figurer

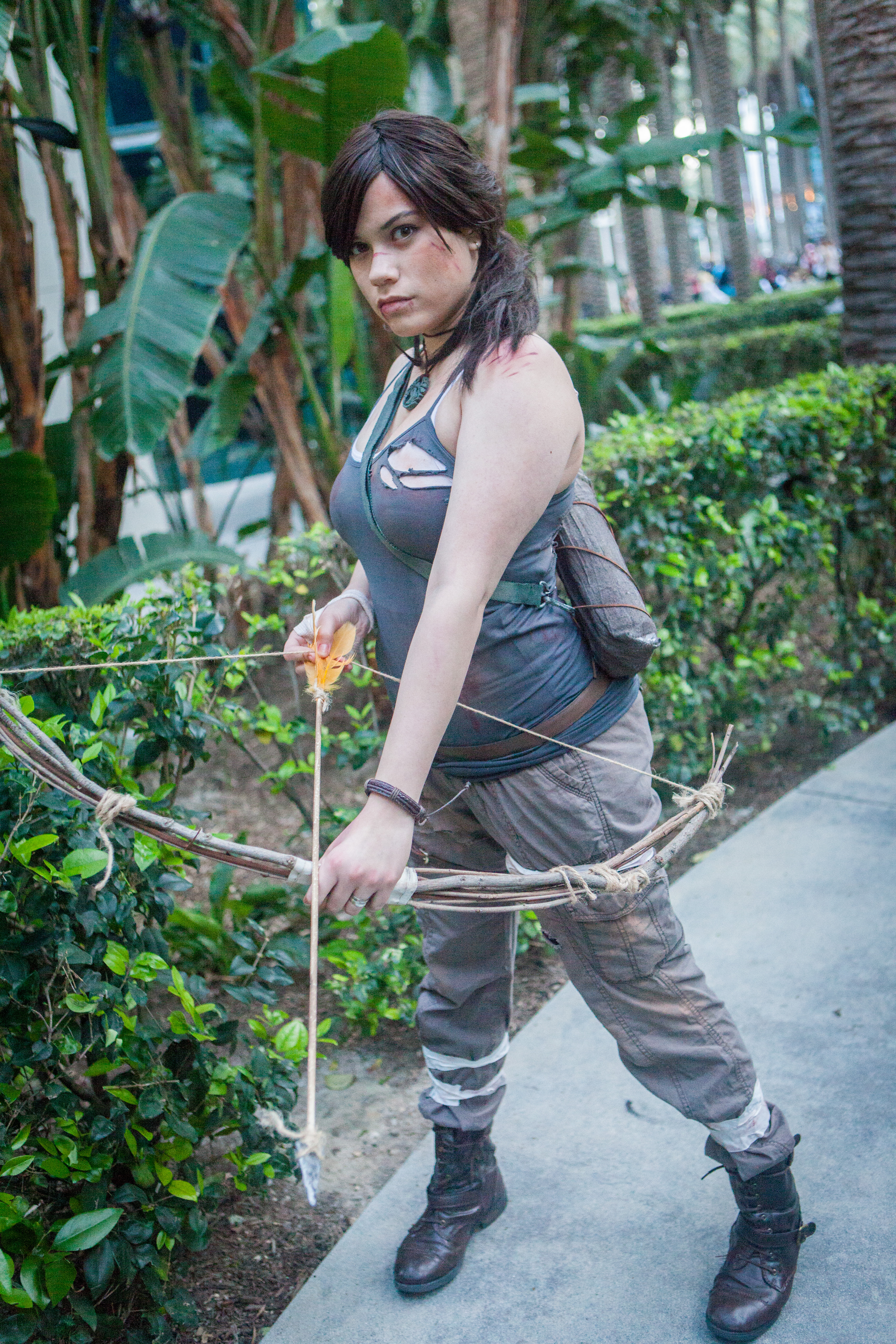
Cosplay av Lara Croft.

Spelet utspelar sig på Yamatai, en fiktiv förlorad ö i Drakens triangel utanför Japan. Ön – och det rike som en gång existerade där - är höljt i dunkel, på grund av sitt rykte med skräckinjagande stormar och skeppsvrak utspritt längs dess kust. Yamatai styrdes tidigare av drottning Himiko, känd under sitt tilltal "Sun Queen" (Soldrottning), som enligt legenden var välsignad med shamanistiska krafter som gav henne förmågan att kontrollera vädret. Väldigt lite är känt om Yamatais historia under tiden efter Himikos död, annat än att öns förfall påbörjades kort därefter. När spelaren utforskar ön kan spelaren hitta bevis på att portugisiska köpmän, amerikanska marinsoldater och ett japanskt militärprojekt alla varit strandsatta på Yamatai vid olika tidpunkter genom historien. I början av spelet är ön uteslutet befolkat av brödraskapet Solarii, en våldsam kult av brottslingar, legosoldater och överlevare från skeppsbrott. Solarii har etablerat ett eget samhälle som bygger på dyrkan av Himiko, och med en social struktur och lagar, där deras sanna syfte och avsikter avslöjas under berättelsens lopp.
Spelaren antar rollen som Lara, som är en ung och ambitiös nyexaminerad arkeolog vars teorier om platsen för det förlorade riket Yamatai har övertygat Nishimura-familjen – ättlingar till Yamatais invånare – till att finansiera en expedition i syfte att lokalisera riket. Expeditionen leds av Dr. James Whitman, en känd arkeolog som hamnat i svåra tider och som desperat vill undvika konkurs, och åtföljs av Conrad Roth, en äventyrare och före detta Royal Marine som är nära vän till Crofts familj och tjänar som Laras mentor; Samantha "Sam" Nishimura, Laras vän och en företrädare för Nishimura familjen som filmar expeditionen för att skapa en dokumentär; Joslyn Reyes, en skeptisk och temperamentsfull mekaniker och ensamstående mor; Jonah Maiava, en vänlig och lugn fiskare som är villig att tro på existensen av det paranormala och esoteriska; Angus "Grim" Grimaldi, en tuff rorsman från Glasgow; och Alex Weiss, en fånig och glasögonprydd elektronikspecialist.

### Handling
Spelet inleder med att Lara ger sig av på sin första expedition ombord på fartyget Endurance, med avsikt att leta efter det förlorade riket Yamatai. Efter hennes förslag och mot Whitmans råd reser expeditionen till drakens triangel, öster om Japan. Fartyget drabbas av en våldsam storm och blir skeppsbrutet; de överlevande blir strandsatta på en isolerad ö. Lara blir åtskild från de andra och tillfångatagen av en vild man. Hon lyckas fly medan hennes kidnappare dödas när grottan kollapsar på grund av hennes handlingar.
Medan Lara försöker lokalisera de andra överlevande hittar hon mer bevis på att ön är bebodd, såsom konstiga hantverk, döda kroppar och djuroffer. Hon hittar så småningom sin vän Sam och en man vid namn Mathias, som påstår sig vara en lärare som blev strandsatt på ön. Medan Sam berättar för Mathias om Himiko somnar Lara. När hon vaknar upp upptäcker hon att Mathias och Sam är borta.
När Lara återförenas med de andra överlevande beslutar sig Whitman att gå med Lara och leta efter Roth, som fortfarande är försvunnen, medan resten av gruppen (Reyes, Jonah, Alex och Grim) ger sig ut för att leta efter Sam och Mathias. Medan Lara och Whitman utforskar ön upptäcker de att öns invånare dyrkar Himiko, vilket bekräftar att ön är Yamatai. När de upptäckter en helgedom uppfört i Himikos namn blir de tillfångatagna av öborna och bortförs till en bosättning ihop med flera andra överlevande från Endurance. När de överlevande försöker fly vänder sig kidnapparna mot dem. Lara separeras från Whitman och försöker gömma sig, men blir hittad av en av öborna och tvingas att döda honom. Hon bekämpar resten av angriparna och återförenas med Roth genom att rädda honom från en vargattack.
Lara lyckas aktivera en radiomast och efterlyser hjälp, men det plan som besvarade hennes samtal träffas av en blixt, och Lara hör en mystisk röst som säger "Ingen lämnar" på japanska. Lara kan inte rädda de överlevande piloterna, och kommer i kontakt med Alex och Reyes, som avslöjar att Sam har kidnappats av öborna, en våldsam sekt vid namn Solarii. Lara försöker rädda henne, men blir stoppad av Mathias, Solariis ledare, som beordrar sina soldater att döda henne. Hon blir räddad av en attack från samuraj-liknande Oni. Hon bortförs av Oni till ett gammalt kloster, men hon lyckas fly och får höra av Sam att Mathias kommer att få henne att genomgå "Ascension", en "eldritual" i syfte att hitta den nästa soldrottningen som kommer att bränna henne till döds om ritualen skulle misslyckas.
Lara förföljer dem till Solariis fästning och får hjälp av Grim. Solarii tillfångatar Grim, men han offrar sig själv för att ge Lara en chans att fly. Med hjälp av Roth infiltrerar Lara fästningen och ser på när ritualen börjar. Hon försöker att stoppa ritualen, men blir fångad och får sina vapen beslagtagna. När eldbrasan tänds upp släcks den av en kraftig vind, vilket visar att Sam blir den nya soldrottningen. Lara flyr på nytt med bara en pilbåge och återförenas med sina vänner (Reyes, Jona, och Alex), som kommer på en plan för att rädda Sam och fly från ön.
Med hjälp av Whitman – som har lyckats förhandla fram en viss grad av frihet med Solarii – återvänder Lara till slottet för att rädda Sam medan Roth styr en helikopter för att få ut dem. Lara lyckas, men övertalar Sam att fly till fots när hon ser en annan storm byggas upp när helikoptern närmar sig. Medan Lara försöker tvinga helikopterpiloten att landa kraschlandar helikoptern, och Lara blir nästan dödad. Roth återupplivar Lara och offrar sedan sitt liv när Mathias försöker döda Lara.
Lara sörjer Roth, och accepterar senare att stormarna inte är naturliga, men att de på något sätt är kopplade till soldrottningen och skapades för att förhindra folk från att lämna ön. Hon möter upp sina vänner (Reyes, Jonah, Alex och Sam), som har hållit sig borta från Solarii tillräckligt länge för att säkra en båt för att fly från ön, under förutsättning att den kan repareras. De får sällskap av Whitman, som påstår sig ha rymt, men Lara börjar misstänka honom för att arbeta med kulten. Lara går med Alex för att leta efter verktyg i Endurances vrak. Lara hittar senare Alex skadad och fastklämd under några spillror. De blir anfallna av Solarii och Alex utlöser en explosion, och offrar därmed sig själv så att Lara kan fly med verktygen.
Lara hittar en redogörelse för en japansk militär och nazistisk vetenskaplig expedition under andra världskriget, vilka letade efter ett sätt att utnyttja stormarna som ett vapen. Hon beslutar sig för att utforska en kustgrav, där hon hittar resterna av en samurajgeneral som begått seppuku. Det avslöjas i ett meddelande som han lämnat att han lett drottningens Stormguard (stormvakt), Oni som försvarar klostret, och att drottningens efterträdare tagit sitt eget liv i stället för att ta emot soldrottningens kraft. Lara inser att Ascension inte är en ceremoni för att kröna en ny drottning, utan snarare en ritual som överför den ursprungliga soldrottningens själ till en ny kropp. Soldrottningen hade lärt sig att bli odödlig genom att överföra sin själ till en ung flickas kropp varje gång hon blev gammal. Den sista prästinnans självmord stoppade ritualen, och lämnade drottningens själ fångad i dennes gamla ruttnande kropp och Himikos ande har sedan dess velat rymma från liket. Hennes ilska är vad som orsakar stormarna på ön. Som en ättling till Yamatai är Sam en livskraftig kandidat, och Mathias planerar att erbjuda Sam som en ny värd i utbyte mot sin frihet. När soldrottningen vaknar upp i Sams kropp kommer stormen att avta.
Lara återvänder till de överlevande på stranden och upptäcker att Whitman har svikit dem, kidnappat Sam och överlämnat henne till Mathias. Lara, Jona och Reyes jagar efter dem, och tar den reparerade båten uppför en flod till klostret, där Lara anländer precis i tid för att se Mathias lura Whitman till att närma sig och tala till Stormguards, vilka dödar Whitman. Lara strider mot både Solarii och Stormguards och kommer till toppen av klostret där Mathias utför Ascension-ritualen. Lara kämpar sig fram till den centrala plattformen, och efter en strid skjuter hon ner Mathias från plattformen till sin död med både hans pistol och hennes egen. Ritualen fortsätter och Himikos själ börjar uppta Sam, men Lara förstör Himikos fornlämningar, räddar Sam och får stormarna att försvinna.
Lara, Sam, Reyes och Jonah lämnar sedan ön och plockas upp av ett lastfartyg. Medan de seglar hem inser Lara att de mytiska berättelserna som hennes far berättade för henne var mer än berättelser, och beslutar sig för att inte återvända hem, och skärmen övergår i vitt med texten "en överlevare är född."

## Utveckling
Till följd av Tomb Raider: Underworld delades Crystal Dynamics upp i två arbetslag; det första påbörjade arbetet på den nästföljande delen i Tomb Raider-serien, medan det andra fokuserade på den nyskapade spin-off serien Lara Croft (med Lara Croft and the Guardian of Light 2010 som debuttitel). Till följd av en mediahype när spelets titel var under diskussion ansökte Square Enix rättigheter för en slogan för det nya Tomb Raider-spelet; "A Survivor is Born" i november 2010. Den 6 december 2010 meddelade Square Enix att Tomb Raider hade varit i produktion under nästan två år; "Square Enix Ltd är idag glada att tillkännage Tomb Raider, det nya spelet från den Redwood City-baserade spelstudion Crystal Dynamics". Studiochefen Darrell Gallagher sade, "Glöm allt du visste om Tomb Raider, det här är en ursprungsberättelse som skapar Lara Croft och tar henne på en karaktärsdefinierande resa som ingen annan". Game Informer uppvisade en världsexklusiv avslöjande på spelets omslag i januarinumret 2011, samt en exklusiv rapport om nya detaljer i spelet direkt från Crystal Dynamics i 12 december 2010.

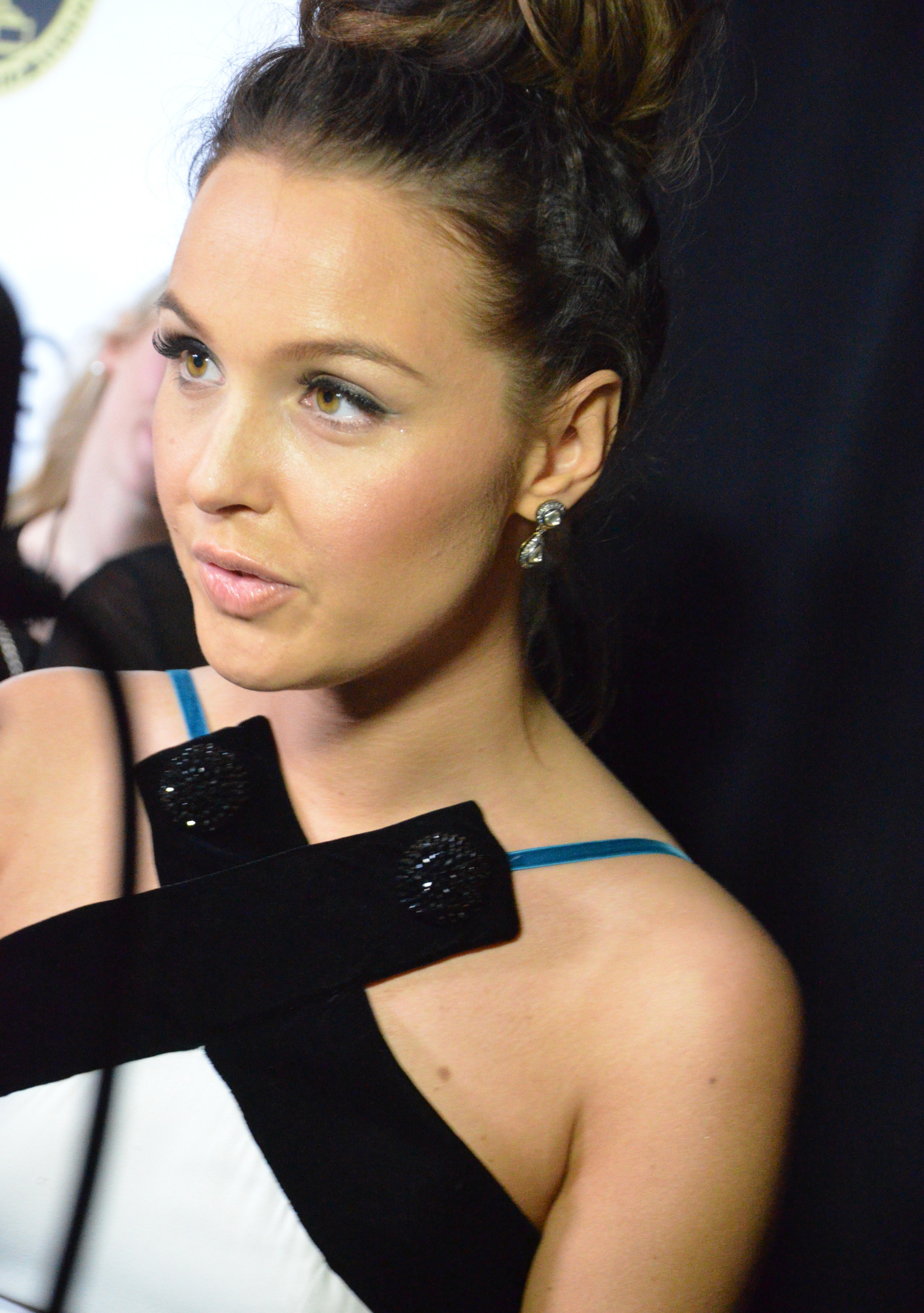
Lara Crofts röst och motion capture framfördes av Camilla Luddington.

I januari 2012 fick Crystal Dynamics frågan om spelet skulle finnas tillgängligt på Nintendos spelkonsol Wii U, vilket global brand director Karl Stewart besvarade med att det fanns inga planer på att göra spelet tillgängligt på denna plattform. Enligt Stewart var orsaken till detta att "det inte skulle vara rätt" för spelet att helt enkelt bli portat, eftersom utvecklarna byggde spelet för att vara plattformsspecifikt innan Wii U blev tillkännagivet, och fortsätter med att nämna att om de började bygga spelet för plattformen "skulle [de] bygga det mycket annorlunda och [de] skulle bygga den med unik funktionalitet." Flerspelarläget skapades av den kanadensiska datorspelsutvecklaren Eidos Montréal, känt för skapandet av Deus Ex: Human Revolution. I maj 2012 meddelades det av Darrell Gallagher, studiochefen av Crystal Dynamics, att spelet har blivit försenat och skulle släppas under första kvartalet 2013. Han sade att "Vi gör saker som är helt nytt för Tomb Raider i detta spel, och ytterligare utvecklingstid ger oss möjlighet att lägga sista handen vid spelet och polera det till en nivå som ni förtjänar. Vi tror att detta är det rätta valet, och jag garanterar att det kommer att vara värt att vänta." Bildhastigheten i Tomb Raider: Definitive Edition, en uppdaterad version av spelet, låstes upp på Playstation 4, och varierar från 32 till 60 bilder per sekund (i genomsnitt 53.36 bilder per sekund). Xbox One-version är låst till 30 bilder per sekund (i genomsnitt 29.98 bilder per sekund). Båda versionerna av spelet har en upplösning på 1080p.

### Animation
Lara Crofts modell är animerad med hjälp av motion capture, en teknik som används i det föregående spelet Tomb Raider: Underworld. Spelet byggde på Crystal Dynamics spelmotor vid namn "Foundation". Laras ansikte är baserat på modellen Megan Farquhar. Den 3 juni 2011 hade CGI-trailern "Turning Point" premiär på Electronic Entertainment Expo 2011. Trailern producerades av Square Enixs CGI-studio Visual Works.

### Röstskådespelare
Keeley Hawes repriserade inte sin roll som Lara Croft för 2013 års Tomb Raider, efter att ha slutfört sitt arbete på Tomb Raider: Legend, Anniversary, Underworld och Lara Croft and the Guardian of Light. Hon repriserade Lara i det nedladdningsbara spelet Lara Croft and the Temple of Osiris, som släpptes den 9 december 2014. I december 2010 ryktades att Crystal Dynamics testade dussintals röstskådespelerskor. Den 26 juni 2012 avslöjades Lara Crofts röstskådespelerska vara Camilla Luddington. Lara spelas av Nadine Njeim i den arabiska dubbningen, av Nora Tschirner i den tyska dubbningen, av Alice David i den franska dubbningen, av Karolina Gorczyca i den polska dubbningen, av Yuhko Kaida i den japanska dubbningen, av Bene Ponticelli i den italienska dubbningen, av Guiomar Alburquerque Durán i den spanska dubbningen och Polina Sherbakova i den ryska dubbningen.

## Marknadsföring och lansering
Den 31 maj 2012 laddades en speluppläggs-trailer upp på Internet, som uppvisade ett mer actionbaserat spelupplägg ihop med varierande berättelseelement. Trailern bekräftade förekomsten av flera andra icke-spelbara karaktärer förutom Lara på ön, varav flera som verkade vara en del av en hotfull organisation. Den 4 juni, på Microsofts presskonferens på E3 2012, uppvisades en ny speluppläggsdemonstration, som skildrade förstörelse av miljöer och andra interaktiva delar, smygstrider med hjälp av en pilbåge, quick-time events och fallskärmshoppning. Under sommaren 2012 visades en demonstration där Lara jagade djur, utforskade ön och dödade sin första fiende. Dessa uppvisades på Eurogamer Expo 2012 i London den 27 september. Den 8 december uppvisades en ny trailer under Spike Video Game Awards. I början gjordes en introduktion av Camilla Luddington och under evenemanget spelade en orkester ledd av kompositören Jason Graves. Veckan därpå presenterade IGN Tomb Raider Week. Varje dag från måndag till fredag släpptes exklusiva förhandsvisningar, funktioner och trailers, som avslöjade mer information angående uppgraderingssystemet, överlevnadsverktygen och utmaningsgravarna. Tomb Raider fick guldstatus den 8 februari 2013, vilket innebar att spelets utveckling var färdigt.
Tomb Raider släpptes som planerat den 5 mars 2013 till Playstation 3, Xbox 360 och Microsoft Windows. Det släpptes dock tidigt i Australien, där det gjordes tillgängligt den 1 mars 2013. Den 25 april 2013 släpptes Tomb Raider i Japan. En portad version av spelet till Mac OS släpptes av Feral Interactive den 23 januari 2014. Tomb Raider: Definitive Edition släpptes i Nordamerika den 28 januari 2014 och i Europa den 31 januari 2014 till Playstation 4 och Xbox One, och som innehåller samtliga funktioner och nedladdningsbara innehåll. Till skillnad från de tidigare spelen i serien som fick betyget T är Tomb Raider det första spelet i serien som fick betyget M av Entertainment Software Rating Board, på grund av spelets blodeffekter, intensiva våld och grova språk.

### Förhandsbokningserbjudanden
Innan spelets lansering erbjöd olika butiker extra föremål som ett sätt att locka kunder till att beställa spelet från deras butiker. I Nordamerika erbjöd Gamestop en utmaningsgrav. I förhandsbokningarna från Best Buy ingick Tomb Raider: The Beginning, en 48-sidig inbunden grafisk roman, skriven av spelets huvudförfattare Rhianna Pratchett, och berättar historien om "hur den ödesdigra resan med Endurance kom till". Dessa förhandsbokningar paketerades med Aviatrix Skin samt flerspelarkartan Shanty Town. I förhandsbokningar från Walmart ingick en gratis digital nedladdning av Lara Croft and the Guardian of Light, tillgång till en riktig skattjakt, flerspelarkartan Shanty Town och en exklusiv Guerrilla Skin-kostym. Förhandsbokningarna från Microsoft Store paketerades med 1600 Microsoft Points till Xbox Live.
Folk som beställde från Amazon.com fick tillgång till Tomb Raider: The Final Hours Edition, bland annat med en 32-sidig konstbok, en Hunter Skin till Lara i spelet och en digital kopia av Geoff Keighleys The Final Hours of Tomb Raider till surfplattan Kindle Fire. Beställarna fick dessutom flerspelarkartan Shanty Town och en kod till en riktig skattjakt. Beställarna som köpt från Steam fick också en gratis kopia av Lara Croft and the Guardian of the Light, en utmaningsgrav vid namn Tomb of the Lost Adventurer och flerspelarkartan Shanty Town. Steam erbjöd också tre exklusiva bonusföremål till Team Fortress 2.
I Storbritannien erbjöd ShopTo.net en digitaliserad serieroman vid namn Tomb Raider: The Beginning. Förhandsbokningarna från Amazon.co.uk innehöll flerspelarkartan Shanty Town.

### Utgåvor
Survival Edition släpptes exklusivt i Europa. Survival Edition paketerades med en mini-konstbok, en dubbelsidig karta över Yamatai, ett CD-soundtrack, ett exklusivt vapenpaket och en överlevnadspåse. Special Edition i Europa innehåller allt från Survival Edition ihop med en 8 tums Play Arts Kai Lara Croft statyett i en metallåda. Samlarutgåvan i Nordamerika liknar den europeiska motsvarigheten, men i stället för en minikonstbok och en överlevnadspåse innehåller den tre järnmärken och en litografi. Survival Edition från Steam inkluderar en digital 32-sidig konstbok, 10 nedladdningsbara låtar från Tomb Raiders soundtrack, en digital karta över Yamatai, en digital serietidning, kostymen Guerilla Skin och tre vapen från Hitman: Absolution. I Storbritannien erbjöd Game den exklusiva Explorer Edition, som innehöll en utforskningsbaserad utmaningsgrav och en färdighetsuppgradering. Exklusivt för Tesco fanns Combat Strike Pack, som innehöll tre vapenuppgraderingar och en färdighetsuppgradering. En begränsad trådlös handkontrollsutgåva till Xbox 360 släpptes också den 5 mars 2013, som även kom med en nedladdningsbar kod till en spelbar flerspelarkaraktär exklusivt till Xbox.

### Nedladdningsbart innehåll
På E3 2012, under Microsofts presskonferens, meddelade Darrell Gallagher från Crystal Dynamics att Xbox 360-användare skulle få en tidig tillgång till nedladdningsbart innehåll (DLC). Den 19 mars 2013 hade Xbox Live-användare tidig tillgång till kartpaketet "Caves & Cliffs". Kartpaketet består av tre nya Tomb Raider-flerspelarkartor, med titlarna "Scavenger Caverns", "Cliff Shantytown" och "Burning Village". Paketet blev senare tillgängligt för PSN och Steam-användare den 24 april 2013. Den 2 april 2013 släpptes flerspelarkartan "1939" till Xbox 360, Playstation 3 och PC. Detta kartpaket består av två nya flerspelarkartor, med titlarna "Dogfight" och "Forest Meadow". Den 25 april 2013 släppte Square Enix ett japanskt språkpaket på Steam. Ett DLC-paket till flerspelarläget släpptes den 7 maj 2013, med titeln "Shipwrecked" på Xbox Live, PSN och Steam. DLC-paketet erbjöd ytterligare två flerspelarkartor, "Lost Fleet" och "Himiko's Cradle". Dessutom släpptes ett enspelarkostympaket på Xbox Live. Paketet innehåller kostymerna Demolition, Sure-Shot och Mountaineer.

## Mottagande
| Mottagande                         | Mottagande |
| Samlingsbetyg                      | Samlingsbetyg |
| Tjänst                             | Betyg |
| ---------------------------------- | --- |
| Gamerankings                       | 87.41% (45 recensioner) (X360) 86.71% (19 recensioner) (PS3) 86.69% (13 recensioner) (PC) 86.62% (8 recensioner) (XONE) 85.76% (36 recensioner) (PS4)  |
| Metacritic                         | 87/100 (27 recensioner) (PS3) 86/100 (70 recensioner) (X360) 86/100 (18 recensioner) (PC) 86/100 (18 recensioner) (XONE) 85/100 (54 recensioner) (PS4) |
| Recensionsbetyg                    | |
| Publikation                        | Betyg |
| Eurogamer                          | [ 81 ] |
| Famitsu                            | 38/40 |
| Game Informer                      | [ 83 ] |
| Game Revolution                    | [ 84 ] |
| Gamesmaster                        | 90% |
| Gamespot                           | [ 86 ] |
| Gamesradar                         | [ 87 ] |
| GamesTM                            | [ 88 ] |
| Gametrailers                       | [ 89 ] |
| Gamereactor                        | [ 90 ] [ 91 ] |
| Gamezone                           | [ 92 ] |
| IGN                                | [ 93 ] |
| Joystiq                            | [ 94 ] |
| Official PlayStation Magazine (UK) | [ 95 ] |
| Videogamer.com                     | [ 96 ] |
| Digital Spy                        | [ 97 ] |
| The Guardian                       | [ 98 ] |

Tomb Raider fick ett starkt mottagande av recensenter. I en "världsexklusiv" recension gav Gamesmaster spelet betyget 90 %, liksom "Gamesmaster Gold Award" (som tilldelas till spel som fått betyget 90 % eller högre). Redaktören berömde spelets grafiska kvalitet, längd, speluppläggets djup och den "spektakulära" sista tredjedelen av spelet. Han sammanfattade sin recension med att skriva: "vi slog oss utmattat ner och lämnade med bara en fråga som dreglades ut från våra gapande käftar. Hur i hela friden kommer de att toppa detta i uppföljaren? För att kring en sak råder det ingen tvekan. Lara är tillbaka." Keza MacDonald från IGN gillade spelet, och konstaterade att hon kände att spelet var "spännande" och "vackert presenterat", med "lysande karakterisering" och "mer djup än vad du skulle förvänta dig". Hon gav spelet betyget 9,1 av 10, det högsta betyget som de har gett till ett spel i serien sedan Tomb Raider från 1996, och beskrev det som "häpnadsväckande" och drog slutsatsen att spelet "gjorde rättvisa" till både karaktären och serien. Ryan Taljonick från Gamesradar hyllade spelets miljöer, och skrev att "inte ett område känns som ett hopkok av en annan överhuvudtaget". Taljonick kände också att spelet hade en lysande takt, och att det är "unikt jämfört med andra spel i genren". Dessutom ansåg Ryan att Laras karaktärsutveckling är "en integrerad del" av hela spelet, och drog slutsatsen att Tomb Raider "är ett fantastiskt spel och en utmärkt ursprungsberättelse för en av spelvärldens originella skattsökare". Den australiska tv-serien Good Game lovprisade spelet och fick betyget 10 av 10 av seriens båda värdar, och blev det åttonde spelet i showens sjuåriga historia som fick högsta betyg. Giant Bomb gav spelet fyra av fem stjärnor, och konstaterade att "Tomb Raiders ton är något som strider med dess actionsekvenser, men Lara Crofts återfödelse verkar vara förberedd för en ny framgångsrik äventyrskarriär".
En av spelets största brister berodde på skillnaden mellan berättelsens känslomässiga inriktning och spelarens handlingar, där Justin Speer från Gametrailers påpekade att medan berättelsen försökte karakterisera Lara Croft som sårbar och obekväm i att döda, uppmuntrades spelare att strida mot fiender aggressivt och använda brutala taktiker för att tjäna mer erfarenhetspoäng. Speer ansåg att detta paradoxala synsätt fick spelet att slå ner sig själv eftersom det underminerade Laras karaktär till den punkt där han ansåg att det var svårt att identifiera sig med henne överhuvudtaget. Keza MacDonald från IGN betonade detta problem också, men var mindre kritisk mot det än Speer, och påpekade att både Lara och spelaren var tvungna att snabbt anpassa sig till att döda för att överleva. Matt Miller från Game Informer noterade dock att spelet erbjöd spelaren flera alternativ för att framskrida via dess stridssituationer, och att spelaren kan undvika öppna konflikter fullständigt om de väljer att göra detta. Han berömde också fiendernas beteenden och närvaro för det sätt som det kändes att de hade faktiska uppgifter att utföra på ön, snarare än att vara polygonkluster vars enda funktion var att bli dödade av spelaren för att denne skulle kunna fortskrida. Angående spelets karaktärsutveckling skrev Ryan Taljonick från Gamesradar att bifigurerna var underutvecklade i förhållande till Lara Croft, och beskrev dem som "ganska generiska karaktärer som sällan är irriterande, men inte minnesvärda".
Medan flera recensenter hyllade spelets enspelarkampanj fick flerspelarläget ta emot den största delen av spelets kritik. MacDonald, Speer och Miller hittade flera problem med flerspelarläget, och beskrev det som "glanslöst" och konstaterade att skillnaden mellan utvecklarnas vision för spelläget och den färdiga produkten gjorde det svårt att njuta av.
Tomb Raider: Definitive Edition fick positiva recensioner. Matt Helgeson från Game Informer ansåg att den uppdaterade grafiken på 1080p upplösning var ett bra komplement till Tomb Raiders huvudupplevelse. Han citerade mestadels försumbara skillnader mellan de två versionerna, men noterade en smidigare bilduppdatering på Playstation 4-versionen. Jim Sterling från The Escapist var mindre imponerad över Definitive Edition; han berömde de visuella förbättringarna, men kände att de nominella tilläggsinnehållen till enspelarupplevelsen och spelets prisklass gjorde det svårt att rekommendera till spelarna bortsett från de som inte hade spelat den ursprungliga versionen. Matt Liebl från Gamezone gav Definitive Edition betyget 9 av 10, och konstaterade att "Tomb Raider: Definitive Edition var min första gång som jag spelade Crystal Dynamics reboot, så jag kan definitivt rekommendera det till nykomlingar. När det gäller huruvida det är värt att betala fullt pris för samma spel med uppgraderad grafik, ja det är något som du måste bestämma själv."
Innan spelets lansering spreds nyheten om ett våldtäktsförsök i spelets handling, som ledde till flera kritiska kommentarer och op-ed-artiklar. En intervju med utvecklaren beskrev en tidig filmsekvens som ett "våldtäktsförsök" som betraktas som formativt i Crofts ursprungshistoria, men utvecklaren sade senare upprepade gånger att sexuella övergrepp inte var ett tema i spelet och att den exekutiva producenten hade uttryckt sig fel. Sexuella övergrepp och kvinnor hade innan det varit ett flyktigt ämne inom speljournalistik. Tomb Raiders huvudförfattare återspeglade senare att kontroversen var resultatet av desinformation.

### Försäljning
Spelet sålde mer än 1 miljon exemplar på mindre än fyrtioåtta timmar efter dess lansering. I Storbritannien debuterade Tomb Raider på första plats på försäljningslistorna, och blev den största brittiska spellanseringen 2013, vilket överträffade försäljningen av Aliens: Colonial Marines, innan det övertogs av Grand Theft Auto V. Tomb Raider satte ett nytt rekord för spelserien, då det genererade mer än en fördubbling av debutförsäljningen jämfört med Tomb Raider: Legend. Dessutom satte Xbox 360- och Playstation 3-versionerna av Tomb Raider nya första veckan-rekord som de snabbast säljande individuella formaten av samtliga Tomb Raider-spel hittills, ett rekord som tidigare innehades av Tomb Raider: The Angel of Darkness. Tomb Raider toppade även listorna i Frankrike, Irland, Italien, Nederländerna, Norge och USA. I USA var Tomb Raider det näst bästsäljande spelet under mars månad, med undantag för sålda nedladdningsbara exemplar, endast bakom Bioshock Infinite. I Japan debuterade Tomb Raider på fjärde plats med 35.250 sålda enheter. Den 26 mars 2013 meddelade Square Enix att spelet såldes i 3,4 miljoner exemplar över hela världen, men misslyckades med att nå de förväntade försäljningsmålen. Men den 29 mars 2013 försvarade Crystal Dynamics Tomb Raiders försäljning, och konstaterade att rebooten hade den "mest framgångsrika lanseringen" av alla spel år 2013 och satte ett nytt försäljningsrekord i spelseriens historia. Den 22 augusti 2013 skrev Darrell Gallagher på Gamasutra att spelet såldes i mer än 4 miljoner exemplar världen över. I Storbritannien var Tomb Raider det sjätte bästsäljande spelet 2013. Den 17 januari 2014 avslöjade Scot Amos, exekutiv producent för Tomb Raider, att i slutet av 2013 gick spelet i vinst. Den 3 februari 2014 debuterade Tomb Raider: Definitive Edition på toppen av de brittiska försäljningslistorna. Den 6 mars 2014 förutspådde Gallagher att spelet skulle överstiga 6 miljoner sålda exemplar i slutet av månaden. I april 2015 meddelade Gallagher att försäljningen hade nått 8,5 miljoner, vilket gör spelet till det bästsäljande Tomb Raider-spelet genom tiderna.

### Utmärkelser
| \| År \| Utmärkelse \| Kategori \| Resultat \| Ref. \| \| ---- \| ----------------------------------------- \| ----------------------------------------------- \| --------- \| ----- \| \| 2011 \| Digital Trends Best of E3 \| Best Action Game \| Vann \| [127] \| \| 2011 \| Gamesradar Best of E3 \| Coolest Character Reinvention \| Vann \| [128] \| \| 2011 \| Gamesradar Best of E3 \| Most Valuable Game Award \| Vann \| [129] \| \| 2011 \| Gamespot Best of E3 \| Best Stage Demo \| Nominerad \| [130] \| \| 2011 \| Gamespot Best of E3 \| Best Stage Demo (Readers' Choice) \| Vann \| [130] \| \| 2011 \| GameSpy Best of E3 \| Best Trailer \| Vann \| [131] \| \| 2011 \| IGN Best of E3 \| Best Action Game \| Vann \| [132] \| \| 2011 \| IGN Best of E3 \| Best Trailer \| Vann \| [132] \| \| 2011 \| Official Playstation Magazine Best of E3 \| Most Valuable Game Award \| Vann \| [129] \| \| 2011 \| ShortList Best of E3 \| Best Action Game \| Nominerad \| [133] \| \| 2012 \| GamesRadar Best of E3 \| Most Valuable Game Award \| Vann \| [134] \| \| 2012 \| IGN Best of E3 \| Best Overall Game \| Vann \| [135] \| \| 2012 \| IGN Best of E3 \| Best Trailer \| Vann \| [135] \| \| 2012 \| IGN Best of E3 \| People's Choice \| Vann \| [136] \| \| 2012 \| Official PlayStation Magazine Best of E3 \| Most Valuable Game Award \| Vann \| [134] \| \| 2012 \| Official Xbox Magazine Best of E3 \| Most Valuable Game Award \| Vann \| \| \| 2013 \| Digital Spy \| Most Anticipated Game of 2013 (Readers' Choice) \| Vann \| [137] \| \| 2013 \| VGX 2013 \| Game of The Year \| Nominerad \| [138] \| \| 2013 \| VGX 2013 \| Best Action-Adventure Game \| Nominerad \| [138] \| \| 2013 \| VGX 2013 \| Best Xbox Game \| Nominerad \| [138] \| \| 2013 \| VGX 2013 \| Best PlayStation Game \| Nominerad \| [138] \| \| 2013 \| VGX 2013 \| Best Voice Actress (Camilla Luddington) \| Nominerad \| [138] \| \| 2013 \| Gamespot's Game of the Year 2013 Awards \| PS3 Game of the Year \| Nominerad \| [139] \| \| 2013 \| Gamespot's Game of the Year 2013 Awards \| Xbox 360 Game of The Year \| Nominerad \| [140] \| \| 2013 \| Gamespot's Game of the Year 2013 Awards \| PC Game Of The Year \| Nominerad \| [141] \| \| 2014 \| 14th Annual Game Developers Choice Awards \| Game of the Year \| Nominerad \| [142] \| \| 2014 \| 14th Annual Game Developers Choice Awards \| Best Design \| Nominerad \| [142] \| \| 2014 \| 14th Annual Game Developers Choice Awards \| Best Narrative \| Nominerad \| [142] \| \| 2014 \| IGN's Best of 2013 \| PS3 Game of the Year \| Nominerad \| [143] \| \| 2014 \| IGN's Best of 2013 \| Xbox 360 Game of the Year \| Nominerad \| [143] \| \| 2014 \| 10th British Academy Video Games Awards \| Action & Adventure \| Nominerad \| [144] \| \| 2014 \| 10th British Academy Video Games Awards \| Audio Achievement \| Nominerad \| [144] \| \| 2014 \| 10th British Academy Video Games Awards \| Game Design \| Nominerad \| [144] \| |                                           |                                                 |           |         |
| År | Utmärkelse                                | Kategori                                        | Resultat  | Ref.    |
| 2011 | Digital Trends Best of E3                 | Best Action Game                                | Vann      | [ 127 ] |
| 2011 | Gamesradar Best of E3                     | Coolest Character Reinvention                   | Vann      | [ 128 ] |
| 2011 | Gamesradar Best of E3                     | Most Valuable Game Award                        | Vann      | [ 129 ] |
| 2011 | Gamespot Best of E3                       | Best Stage Demo                                 | Nominerad | [ 130 ] |
| 2011 | Gamespot Best of E3                       | Best Stage Demo (Readers' Choice)               | Vann      | [ 130 ] |
| 2011 | GameSpy Best of E3                        | Best Trailer                                    | Vann      | [ 131 ] |
| 2011 | IGN Best of E3                            | Best Action Game                                | Vann      | [ 132 ] |
| 2011 | IGN Best of E3                            | Best Trailer                                    | Vann      | [ 132 ] |
| 2011 | Official Playstation Magazine Best of E3  | Most Valuable Game Award                        | Vann      | [ 129 ] |
| 2011 | ShortList Best of E3                      | Best Action Game                                | Nominerad | [ 133 ] |
| 2012 | GamesRadar Best of E3                     | Most Valuable Game Award                        | Vann      | [ 134 ] |
| 2012 | IGN Best of E3                            | Best Overall Game                               | Vann      | [ 135 ] |
| 2012 | IGN Best of E3                            | Best Trailer                                    | Vann      | [ 135 ] |
| 2012 | IGN Best of E3                            | People's Choice                                 | Vann      | [ 136 ] |
| 2012 | Official PlayStation Magazine Best of E3  | Most Valuable Game Award                        | Vann      | [ 134 ] |
| 2012 | Official Xbox Magazine Best of E3         | Most Valuable Game Award                        | Vann      |         |
| 2013 | Digital Spy                               | Most Anticipated Game of 2013 (Readers' Choice) | Vann      | [ 137 ] |
| 2013 | VGX 2013                                  | Game of The Year                                | Nominerad | [ 138 ] |
| 2013 | VGX 2013                                  | Best Action-Adventure Game                      | Nominerad | [ 138 ] |
| 2013 | VGX 2013                                  | Best Xbox Game                                  | Nominerad | [ 138 ] |
| 2013 | VGX 2013                                  | Best PlayStation Game                           | Nominerad | [ 138 ] |
| 2013 | VGX 2013                                  | Best Voice Actress (Camilla Luddington)         | Nominerad | [ 138 ] |
| 2013 | Gamespot's Game of the Year 2013 Awards   | PS3 Game of the Year                            | Nominerad | [ 139 ] |
| 2013 | Gamespot's Game of the Year 2013 Awards   | Xbox 360 Game of The Year                       | Nominerad | [ 140 ] |
| 2013 | Gamespot's Game of the Year 2013 Awards   | PC Game Of The Year                             | Nominerad | [ 141 ] |
| 2014 | 14th Annual Game Developers Choice Awards | Game of the Year                                | Nominerad | [ 142 ] |
| 2014 | 14th Annual Game Developers Choice Awards | Best Design                                     | Nominerad | [ 142 ] |
| 2014 | 14th Annual Game Developers Choice Awards | Best Narrative                                  | Nominerad | [ 142 ] |
| 2014 | IGN's Best of 2013                        | PS3 Game of the Year                            | Nominerad | [ 143 ] |
| 2014 | IGN's Best of 2013                        | Xbox 360 Game of the Year                       | Nominerad | [ 143 ] |
| 2014 | 10th British Academy Video Games Awards   | Action & Adventure                              | Nominerad | [ 144 ] |
| 2014 | 10th British Academy Video Games Awards   | Audio Achievement                               | Nominerad | [ 144 ] |
| 2014 | 10th British Academy Video Games Awards   | Game Design                                     | Nominerad | [ 144 ] |

## Musik
Tomb Raiders soundtrack komponerades av Jason Graves, vars tidigare arbete inkluderar Dead Space och dess uppföljare, F.E.A.R. 3 och Star Trek: Legacy. Tomb Raider: Soundtrack släpptes den 5 mars 2013. Albumet fick ett positivt mottagande och flera webbplatser såsom Forbes och tidningen Film Score Monthly gav det höga betyg.
En poddradio släpptes av Game Informer den 21 december 2010 med en "smygtitt på ett spår från själva spelet" komponerat av Aleks Dimitrijevic. Tweets från Crystal Dynamics Global Brand Director, Karl Stewart, klargjorde Game Informers påstående med att bekräfta att "Alex Dimitrijevic gjorde musiken till trailern. Vi har inte officiellt tillkännagivit kompositören för spelet". Den 8 juni 2011, efter trailerns premiär, konstaterade Stewart angående det sista musikspåret i Turning Point att "... detta är inte ett spår som [Alex Dimitrijevic] har arbetat med". Den 7 juni 2011 skrev Meagan Marie, community manager på Crystal Dynamics, på den officiella Tomb Raider-bloggen att "Vårt mål [är] att se till att vi släpper ett soundtrack". Stewart tillade att "det här är en helt ny kompositör och någon som vi har anställt för att arbeta på spelet liksom denna [trailer] del" och att "vi ska göra ett större tillkännagivande senare i år".
I Making of Turning Point förklarade ljuddesignern Alex Wilmer att den icke-tillkännagivna kompositören på distans hade samarbetat med en konsertviolinist för att utföra ett "mycket intimt" spår. I det fjärde avsnittet av Crystal Habit-poddradion som hade premiär på Tomb Raider-bloggen den 17 oktober 2011, talade Marie med Wilmer och chefsljuddesignern Jack Grillo om deras samarbete med den icke-tillkännagivna kompositören. Grillo konstaterade att "Vi gör denna uvertyr... där vi tar en beskrivning av berättarstrukturen och där vår kompositör skapar olika teman och texturer som skulle spänna över hela spelet", medan Wilmer betonade att kompositörens musik kommer att anpassas dynamiskt i spelet; det skulle spelas in "... känslomässigt så att den reagerar omedelbart med vad som händer".
I ett avsnitt av The Final Hours of Tomb Raider på Youtube avslöjades det att kompositören var Jason Graves. Graves ville bortsett från hans kända orkesterstil skapa ett signaturljud som skulle imponera på spelare och utmärka sig när ljudet kan höras. Tillsammans med hjälp av föremål som klubbor för att skapa udda musikaliska ljud skapade Graves, med hjälp av hans granne Matt McConnell, ett speciellt slagverksinstrument som skulle skapa en mängd udda signaturljud för att blandas in med resten av orkestermusiken. Trots att spelplatsen var Japan ville Graves inte ha japanska instrument: i stället valde han ljud och teman som skulle vara vägledande för asätarna på ön, som kom från flera regioner i världen. På olika sätt använde Graves olika slagverk och kunde skapa en känsla av "grundljud".
| 1.           | Adventure Found Me      | 1:02  |
| 2.           | The Scavenger's Den     | 3:47  |
| 3.           | Exploring the Island    | 2:04  |
| 4.           | First Blood             | 4:26  |
| 5.           | Reaching Roth           | 3:17  |
| 6.           | Infiltrating the Bunker | 2:38  |
| 7.           | A Call for Help         | 6:31  |
| 8.           | Entering Himiko's Tomb  | 3:07  |
| 9.           | The Descent             | 4:13  |
| 10.          | The One                 | 5:40  |
| 11.          | The Scavenger's Camp    | 2:33  |
| 12.          | Paying Respects         | 4:45  |
| 13.          | On the Beach            | 6:49  |
| 14.          | Secret of the Island    | 2:16  |
| 15.          | The Oni                 | 4:32  |
| 16.          | Whitman's Test          | 5:10  |
| 17.          | Scaling the Ziggurat    | 3:50  |
| 18.          | The Ritual              | 4:05  |
| 19.          | A Survivor Is Born      | 3:12  |
| 20.          | The Tomb Raider         | 0:52  |
| Total längd: | Total längd:            | 74:55 |

## Uppföljare
På San Diego Comic-Con 2013 meddelades att serieförfattaren Gail Simone skulle fortsätta spelets berättelse i flera serietidningar publicerade av Dark Horse Comics, och att berättelsen i dessa skulle leda direkt till en uppföljare. I början av augusti bekräftade Square Enix västerländska VD Phil Rogers att en uppföljare till Tomb Raider utvecklades till den kommande generations konsoler. I en intervju senare samma år sade Brian Horton, senior art director för Crystal Dynamics, att uppföljaren skulle berätta "nästa kapitel av [Laras] utveckling... hennes liv förändras. Hon kan inte gå tillbaka till den hon var."
Under Microsofts presentation på E3 2014 tillkännagavs uppföljaren Rise of the Tomb Raider. På Gamescom 2014 meddelade Microsoft under sin presskonferens att Rise of the Tomb Raider vid dess lansering skulle vara exklusivt till Xbox-konsoler. Exklusiviteten blev tidsbegränsad och Square Enix fick tillåtelse att släppa spelet till andra plattformar efter en ospecificerad tid. I december 2014 meddelade Microsoft att de skulle utge spelet under dess lansering till Xbox-konsolerna. Rise of the Tomb Raider släpptes den 10 november 2015 till Xbox One och Xbox 360, och den 28 januari 2016 till Microsoft Windows. Spelet kommer att släppas till Playstation 4 den 11 oktober 2016.

## Film
En kommande Tomb Raider-film, baserat på datorspelet, tillkännagavs i november 2015. Den 29 april 2016 fick Alicia Vikander rollen som Lara Croft. Den 7 juli 2016 tillkännagavs att filmen skulle ha biopremiär den 16 mars 2018.